# Pedro Beato
Pedro Beato (né le 27 octobre 1986 à Saint-Domingue en République dominicaine) est un lanceur droitier de la Ligue majeure de baseball sous contrat avec les Orioles de Baltimore. 

## Biographie

### Carrière scolaire et universitaire
Natif de Saint-Domingue en République dominicaine, Pedro Beato passe son enfance à New York, dans le Queens, puis fréquente la Xaverian High School de Brooklyn. Il est opéré d'un ligament du coude en avril 2004 et manque sa saison Junior.
Il est drafté en juin 2005 par les Mets de New York au 17e tour de sélection. Il repousse l'offre et entame des études supérieures au St. Petersburg College en Floride où il porte les couleurs des Titans en 2006.  

### Ligues mineures
Beato rejoint les rangs professionnels à l'issue de la draft du juin 2006 au cours de laquelle il est sélectionné par les Orioles de Baltimore au premier tour (32e choix). Il perçoit un bonus d'un million de dollars à la signature de son premier contrat professionnel. 
Il passe cinq saisons en Ligues mineures au sein de l'organisation des Orioles de Baltimore avec les Aberdeen IronBirds (A, 2006), les Delmarva Shorebirds (A, 2007), les Frederick Keys (A+, 2008-2009) et les Bowie Baysox (AA, 2009-2010). Lanceur partant depuis ses débuts, il devient releveur en 2010.
Encore joueur de Ligues mineures, il est transféré chez les Mets de New York le 9 décembre 2010 via le repêchage de règle 5.

### Ligue majeure
Beato fait ses débuts au plus haut niveau lors du match d'ouverture de la saison 2011 des Mets, le 1er avril 2011. Il fait une relève de deux manches face aux Marlins de la Floride, concédant trois coups sûrs mais aucun point. Il remporte sa première victoire dans les majeures le 27 avril suivant sur les Nationals de Washington. Beato effectue 60 sorties en relève pour New York en 2011 et présente une moyenne de points mérités de 4,30 en 67 manches lancées, avec deux victoires et une défaite. Il joue sept parties pour les Mets en 2012.
Le 16 août 2012, les Mets échangent Beato aux Red Sox de Boston en échange du receveur Kelly Shoppach. Il effectue quatre sorties pour Boston cette saison-là pour conclure sa campagne 2012 avec une victoire et une moyenne de points mérités de 6,75 en 12 manches lancées lors de 11 sorties.
En 2013, Boston l'envoie 10 fois au monticule. Lançant 10 manches, sa moyenne s'élève à 3,60 points mérités accordés par partie.
Il est réclamé au ballottage par les Braves d'Atlanta le 2 avril 2014. Il apparaît dans 3 parties des Braves en 2014 puis rejoint les Orioles de Baltimore en mars 2015.